# Trainer (Weiterbildung)
Der Begriff Trainer bezeichnet im Bereich der Weiterbildung den Leiter eines Seminars.
Dies kann ein internes Seminar für die Mitarbeiter eines Unternehmens bzw. einer Organisation sein oder ein Seminar eines Weiterbildungsinstituts. Trainer bestimmen Schulungsinhalte, Methodik und Didaktik. Der Begriff Trainer wird oft auch im Zusammenhang mit dem Seminarthema gebraucht, das er unterrichtet: z. B: Rhetoriktrainer, Verkaufstrainer, Kommunikationstrainer, Schlagfertigkeitstrainer, NLP-Trainer, EDV-Trainer oder SAP-Trainer. 
Als Trainer wird meist nur der Leiter von abgeschlossenen Blockveranstaltungen bezeichnet. Für die Leiter von Semester- oder Trimesterseminaren und Abendkursen sind die Begriffe Lehrer, Schulungsleiter, Kursleiter, Ausbilder oder Dozent gebräuchlicher.
Zur Trainertätigkeit gehören insbesondere:
- entwickelte Motivationsfähigkeit
- fundierte Kenntnisse darüber, wie Lehr-Lernumgebungen funktionieren und wie sie gestaltet werden sollten, um effiziente Ergebnisse zu erzielen
- ein Bewusstsein von der Trainerrolle, die sich immer stärker vom Wissens-Vermittler zum Moderator in Lehr-Lernumgebungen wandelt
- Beratungskompetenz
- Managementkompetenz im Sinne unternehmerischen Denkens und Handelns
- die Teilhabe an neuen Entwicklungen im Bildungssystem

In Österreich wird durch das Zertifizierungsprogramm der SystemCERT nach ISO 17024 die Kompetenz eines Fachtrainers bzw. Coaches zertifiziert. Dieses Zertifikat bescheinigt, dass der Trainer für die Schulung von Erwachsenen und Jugendlichen ab 15 Jahren durch Vermittlung von Fachwissen in Form von Präsenzunterricht eingesetzt werden kann. Inhalte sind u. a. Kommunikation- und Präsentationstechnik, Konfliktmanagement, eine erfolgreiche Trainingsgestaltung und Seminarkonzeptionierung, das Verstehen von Gruppenprozessen, Gruppendynamik und Teamentwicklung.